# シルエット (ケニー・Gのアルバム)
『シルエット』（Silhouette）は、アメリカ合衆国のサクソフォーン奏者ケニー・Gが1988年に発表した5作目のスタジオ・アルバム。

## 背景
「アイル・ビー・オールライト」では、当時ケニー・Gのツアー・バンドでキーボードとボーカルを担当していたアンドレ・モンタギューがリード・ボーカルを取っている。「アゲインスト・ドクターズ・オーダー」のタイトルは、ケニー・Gが指を骨折した際、ドクター・ストップを無視して残りの指でサックスの練習を続けたというエピソードに基づいている。「ザ・ベスト・フォー・ラスト」はスモーキー・ロビンソンをゲストに迎えた曲で、作者の1人ルー・パーディニは、ロビンソンが前年にヒットさせた曲「Just to See Her」のソングライティングにも関与している。

## 反響
母国アメリカでは、総合アルバム・チャートのBillboard 200で8位に達し、前作『デュオトーンズ』（1986年）に続く自身2作目の全米トップ10アルバムとなった。また、『ビルボード』のコンテンポラリー・ジャズ・アルバム・チャートでは1位、R&Bアルバム・チャートでは10位を記録した。1988年11月の時点でRIAAによってプラチナ・ディスクに認定され、その後も売り上げを伸ばして、1995年4月には4×プラチナの認定を受けている。『ビルボード』の年間アルバム・チャートでは、1989年に21位となった。
本作からの第1弾シングル「シルエット」は、Billboard Hot 100で13位に達して自身3作目の全米トップ20シングルとなり、『ビルボード』のアダルト・コンテンポラリー・チャートは2位、R&B/ヒップホップ・シングル・チャートでは35位を記録した。その後、「ザ・ベスト・フォー・ラスト」（Hot 100 47位／アダルト・コンテンポラリー4位／R&B/ヒップホップ18位）、「アゲインスト・ドクターズ・オーダー」（R&B/ヒップホップ65位）もシングル・ヒットしている。
イギリスでは前作『デュオトーンズ』ほどの成功を収められず、全英アルバムチャート入りを逃す結果となった。

## 収録曲
特記なき楽曲はケニー・G作。3. 6.を除く全曲ともインストゥルメンタル。
1. シルエット - "Silhouette" - 5:32
2. 貿易風 - "Tradewinds" - 4:13
3. アイル・ビー・オールライト - "I'll Be Alright" (Douglas Cooper Getschal, Lyndie White) - 4:10
4. アゲインスト・ドクターズ・オーダー - "Against Doctor's Orders" (Kenny G, Preston Glass, Alan Glass) - 4:46
5. パステル - "Pastel" (Kenny G, Walter Afanasieff, Preston Glass) - 5:47
6. ザ・ベスト・フォー・ラスト - "We've Saved the Best for Last" (Lou Pardini, Dennis Matkosky, Paul Gordon) - 4:23
7. オール・イン・ワン・ナイト - "All in One Night" - 5:21
8. サマー・ソング - "Summer Song" - 4:36
9. レット・ゴー - "Let Go" - 5:50
10. ホーム - "Home" - 4:23

## 参加ミュージシャン
- ケニー・G - ソプラノ・サックス、アルト・サックス、テナー・サックス、シンセサイザー、ウインドシンセサイザー他
- アンドレ・モンタギュー - リード・ボーカル(#3)
- スモーキー・ロビンソン - リード・ボーカル(#6)
- ウォルター・アファナシェフ - キーボード(#1, #2, #3, #5)、シンセサイザー・ストリングス(#7)
- ロビー・ブキャナン - キーボード(#3)
- プレストン・グラス - キーボード(#5)
- ルー・パーディニ - キーボード(#6, #10)
- ビル・エリオット - キーボード(#6)
- Roger Sauce - キーボード(#8)
- ジョン・レイモンド - ギター(#2, #4, #5, #8)
- ダン・ハフ - ギター(#3, #6)
- Corrado Rustici - ギター(#7)
- ヴァイル・ジョンソン - フレットレスベース(#1, #2)、ベース(#2, #4, #5)
- ジョー・プラス - ベース(#8)
- Peter Bunetta - バスドラム(#1)、ドラムス(#3)
- Kenny McDougald - ドラムス(#2, #5, #8, #9)
- トニー・ゲイブル - パーカッション(#2, #5, #8)
- パウリーニョ・ダ・コスタ - パーカッション(#4, #5, #6, #9)
- レスリー・スミス - バックグラウンド・ボーカル(#3, #6)
- ティム・ストーン - バックグラウンド・ボーカル(#3)
- ジェフ・ペシェット - バックグラウンド・ボーカル(#3)
- パティ・ヘンリー - バックグラウンド・ボーカル(#6)
- アイヴォリー・ストーン - バックグラウンド・ボーカル(#6)